# Yulia Pinkusevich
Yulia Pinkusevich (Járkov, 1982) es una artista visual estadounidense de origen ucraniano que trabaja en diversas disciplinas,como la pintura, el dibujo y la escultura. Desde 2014 es profesora Joan Danforth de Pintura en el Mills College of Northeastern de Oakland (California).

## Biografía
Nacida en Járkov, Ucrania. Tras el colapso de la Unión Soviética, su familia huyó del bloque oriental como refugiados y emigró a la ciudad de Nueva York. Obtuvo una maestría en Bellas Artes por la Universidad de Stanford y una licenciatura en Bellas Artes por la Universidad de Rutgers, Mason Gross School of the Arts, graduándose con honores. Yulia ha expuesto a nivel nacional e internacional, incluyendo proyectos in situ realizados en París (Francia), Buenos Aires (Argentina) y Londres (Reino Unido).

## Obra
Pinkusevich crea instalaciones multifacéticas a gran escala que presentan a los espectadores entornos visualmente inmersivos. En una entrevista, explica: "Conceptualmente, mi obra se centra en esta visión fragmentada de la estratificación arquitectónica y las percepciones del entorno construido. Formalmente, la obra se conecta con la experiencia directa del espectador a través de la ilusión "perspectivista" y la percepción espacial que  interactúan con la comprensión subconsciente y cognitiva del espacio. Al romper las perspectivas lógicas, creo ilusiones de espacios imposibles, no-lugares que desplazan el punto de vista hacia el panóptico".